# Mount Vance
Mount Vance är ett berg i Antarktis. Det ligger i Västantarktis. Inget land gör anspråk på området. Toppen på Mount Vance är 840 meter över havet, eller 264 meter över den omgivande terrängen. Bredden vid basen är 7,4 km.
Terrängen runt Mount Vance är platt åt nordost, men åt sydväst är den kuperad. Trakten är obefolkad. Det finns inga samhällen i närheten.